# NGC 3595
NGC 3595 este o galaxie lenticulară situată în constelația Ursa Mare. A fost descoperită în 5 februarie 1788 de către William Herschel. Se află la o distanță de 34,7 de megaparseci de Pământ.